# Pantanos de Insh
Los Pantanos de Insh (en inglés, Insh Marshes) son 10 kilómetros cuadrados de planicie aluvial del río Spey entre Kingussie y Kincraig en Badenoch and Strathspey, Highland, Escocia (Reino Unido). Quedan a ambos lados del río Spey, corriente arriba del Loch Insh, el cual se encuentra incluido en la zona protegida. Para llegar al centro de información de esta reserva de la RSPB, hay que coger la carretera B970 en Kingussie en dirección a Aviemore. 
Se consideran uno de los humedales más importantes de Europa, debido en gran parte a las inundaciones periódicas de la zona, que hacen de ella una enorme ciénaga.
Pertenecen a la RSPB, junto con parte del río Spey, forman una Zona de especial protección para las aves. Destaca sobre todo por la gran cantidad de aves acuáticas y de rapiña, como el águila pescadora en verano y el cisne cantor en invierno. Patos, gansos pueden verse desde los centros de observación de la reserva, así como diversos Podiceps como somormujos y zampullines.